# هانزلکا و زیکموند

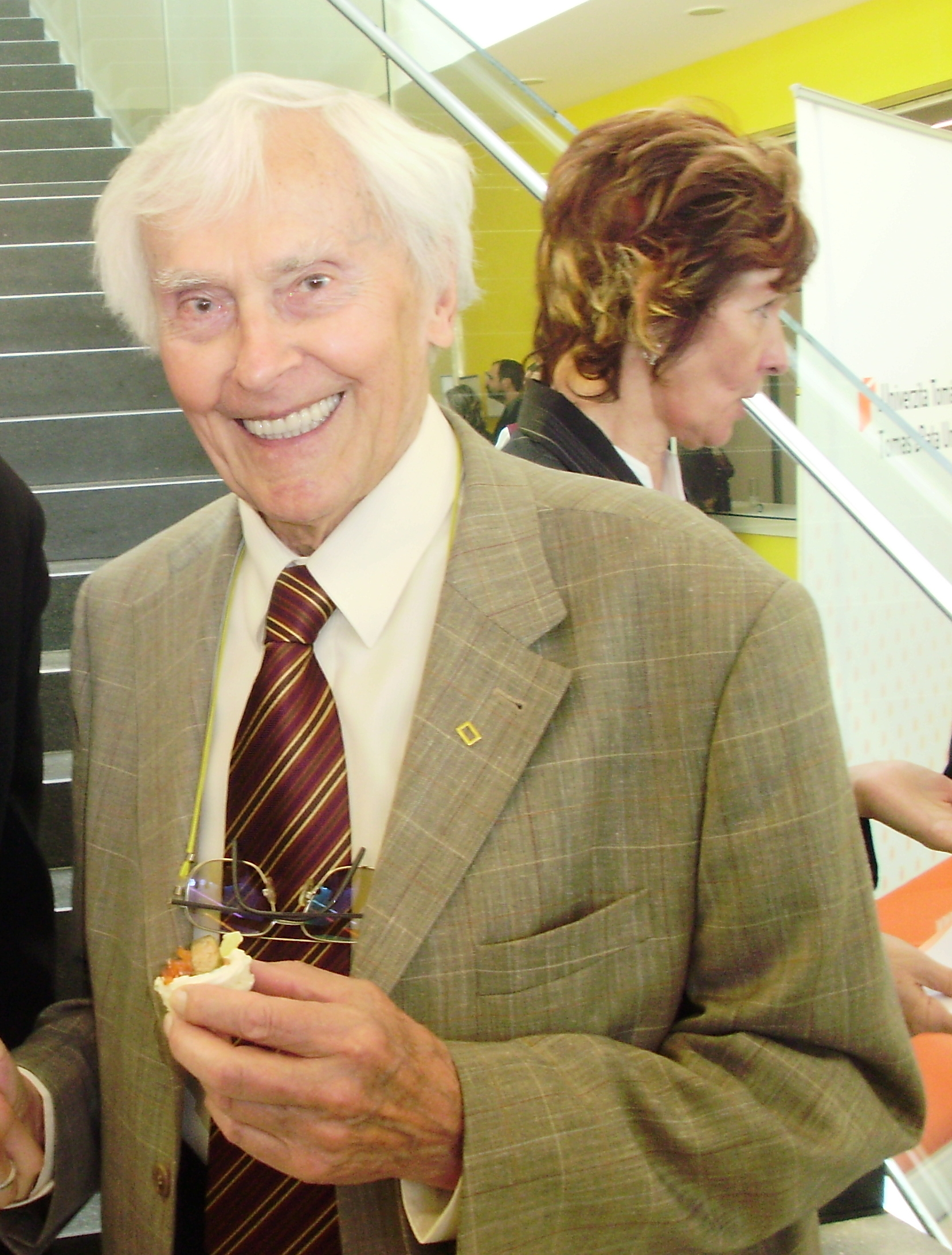
میروسلاو زیکموند در سال ۲۰۰۹

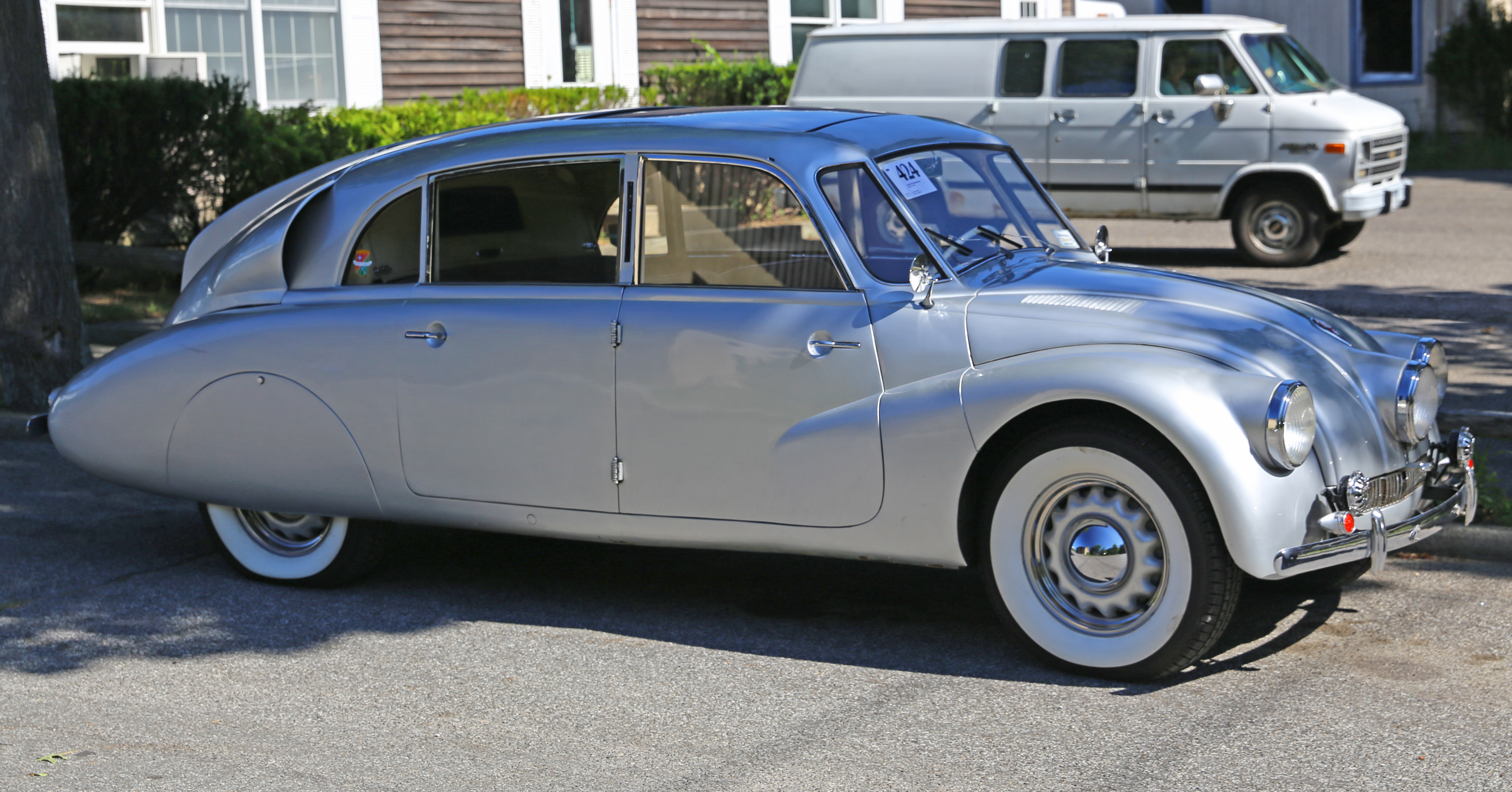
یک تاترا تی۸۷، مشابه همان خودرویی که هانزلکا و زیکموند نخستین سفرشان را در آوریل ۱۹۴۷ با آن به آفریقا و آمریکای لاتین انجام دادند و مسافتی در حدود ۱۱۱٬۰۰۰ کیلومتر را در ۴۴ کشور تا نوامبر ۱۹۵۰ میلادی پیمودند.

یرژی هانزلکا (چکی: Jiří Hanzelka) و میروسلاو زیکموند (چکی: Miroslav Zikmund) که با نام ترکیبی هانزلکا و زیکموند شناخته می‌شوند، دو دوست جهانگرد اهل چکسلواکی بودند که بابت سفرهایشان به آفریقا، آسیا، آمریکای لاتین و اقیانوسیه در دهه‌های ۱۹۴۰ و ۱۹۵۰ میلادی، و همچنین کتاب‌ها، مقالات و فیلم‌هایی که دربارهٔ این سیر و سیاحت‌ها منتشر کردند، شهرت دارند.